# Vriesea ospinae
Vriesea ospinae är en gräsväxtart som beskrevs av Hans Edmund Luther. Vriesea ospinae ingår i släktet Vriesea och familjen Bromeliaceae.

## Underarter
Arten delas in i följande underarter:
- V. o. gruberi
- V. o. ospinae

## Bildgalleri

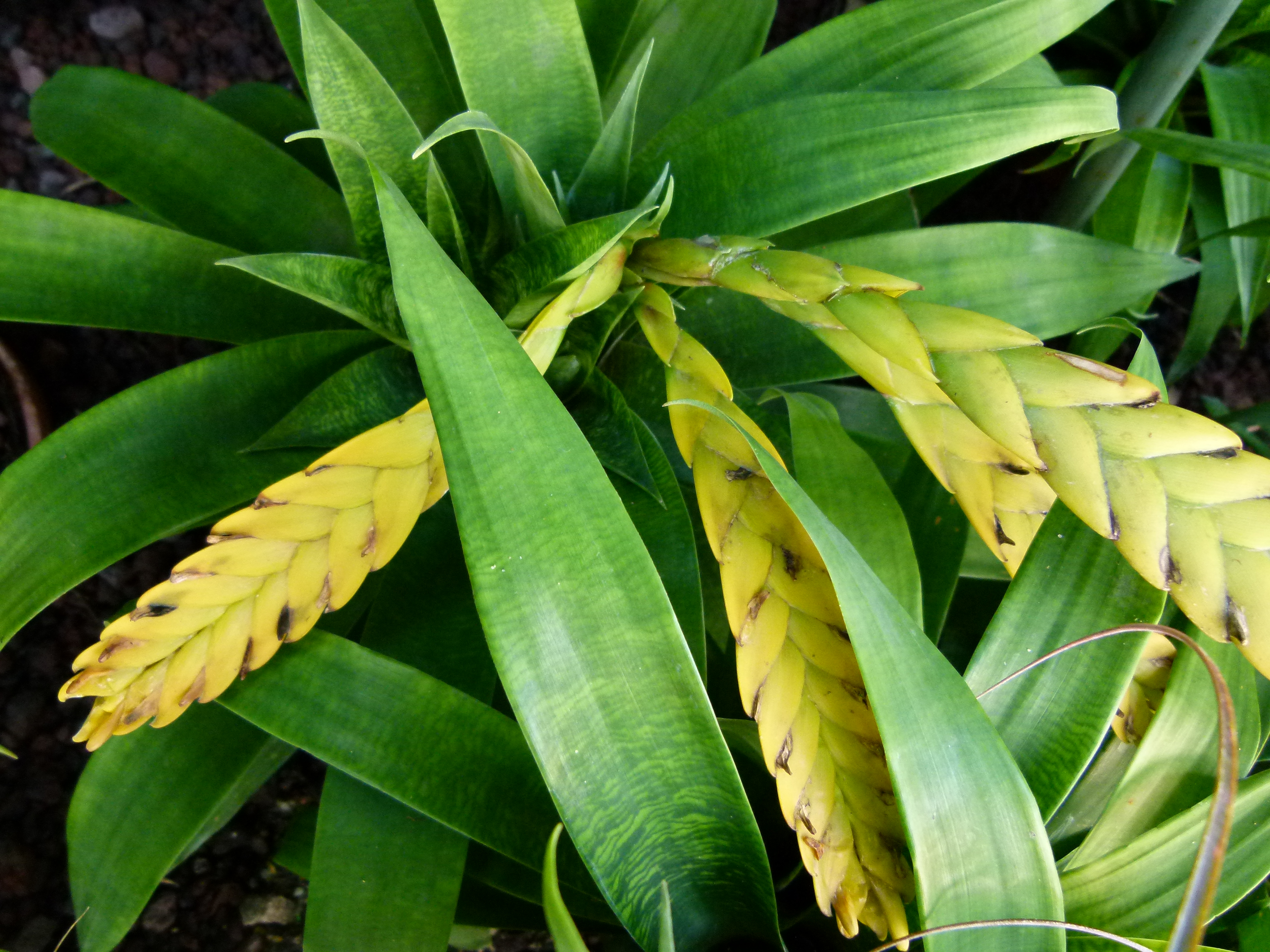
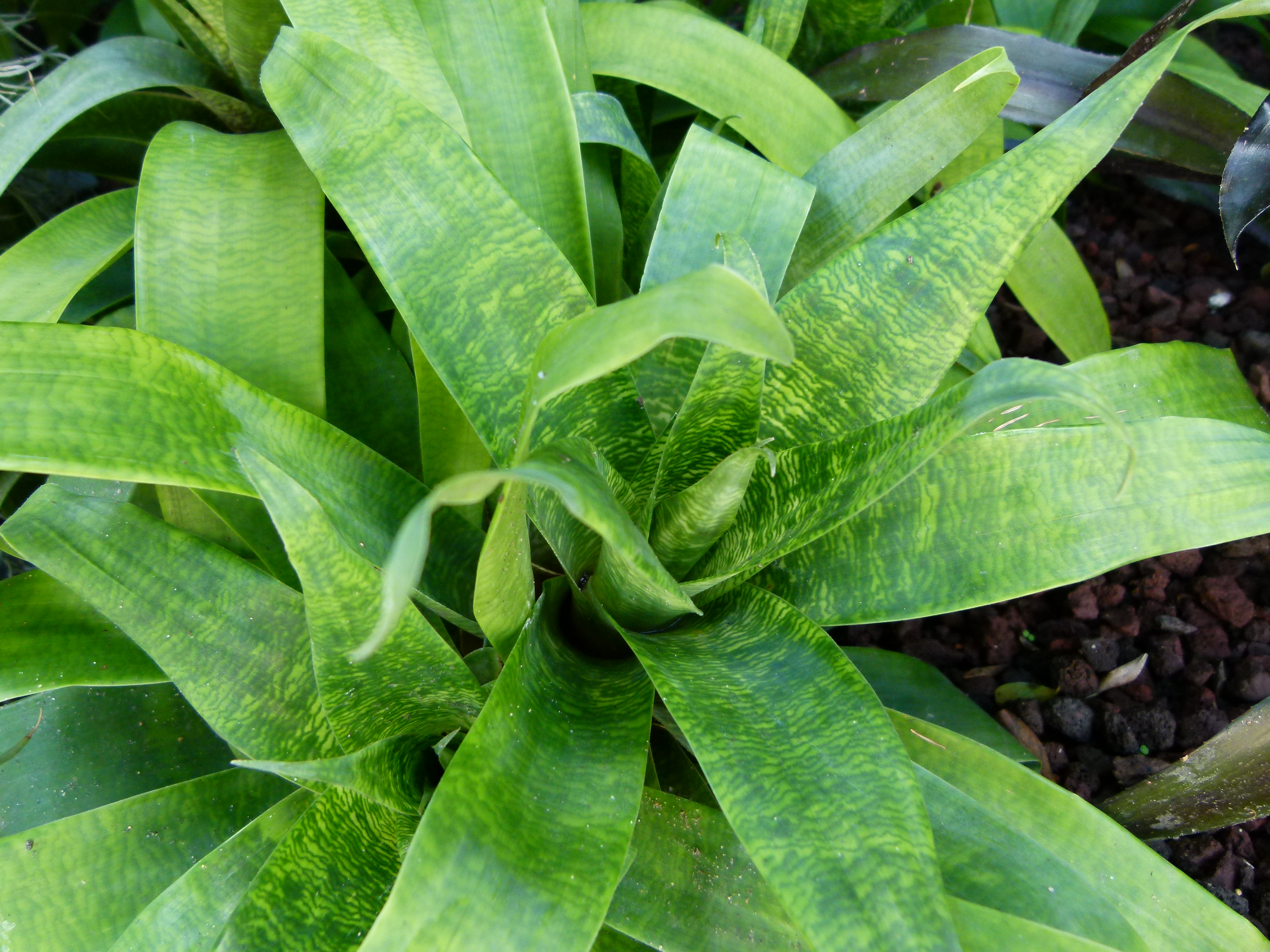
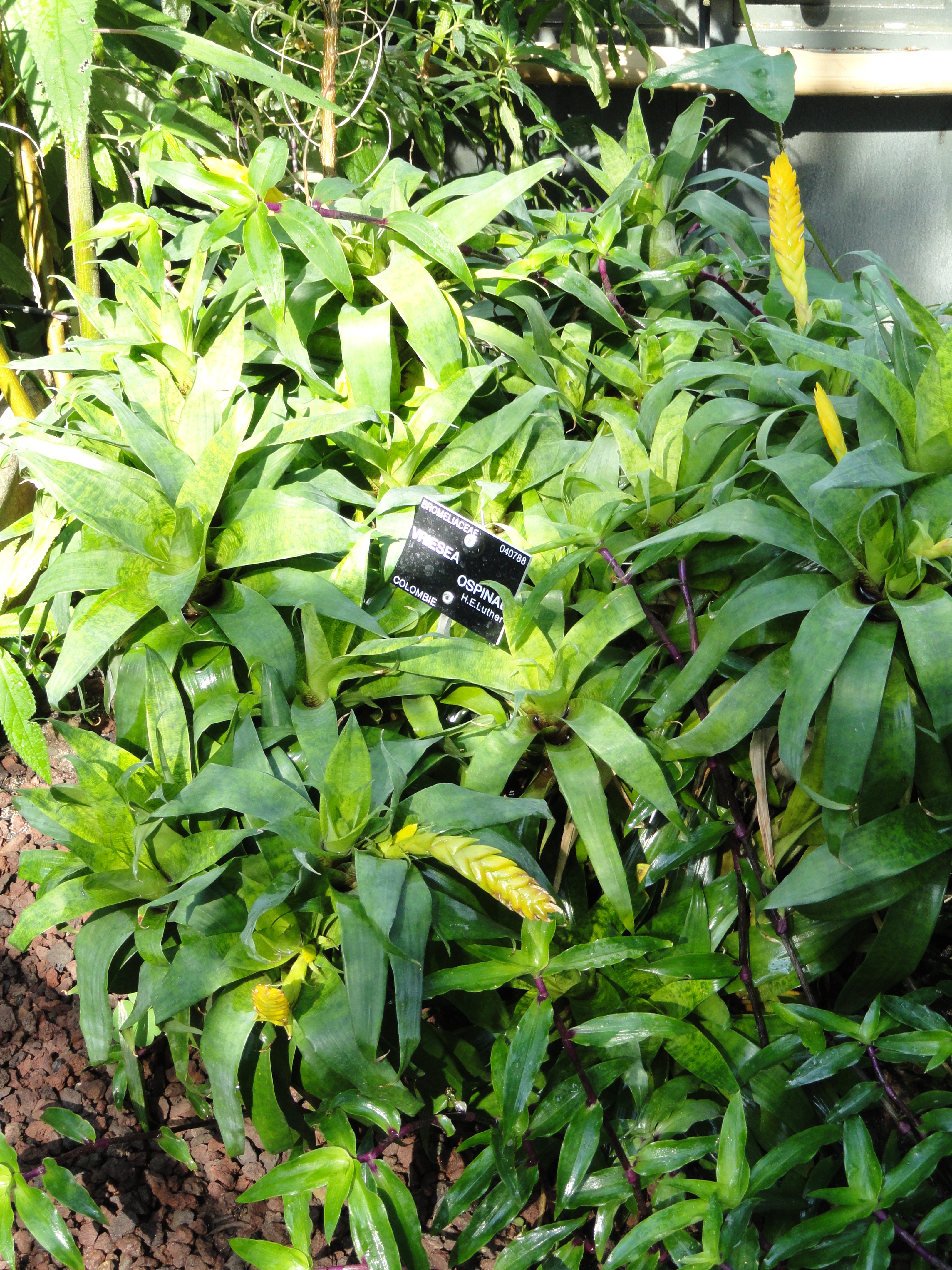
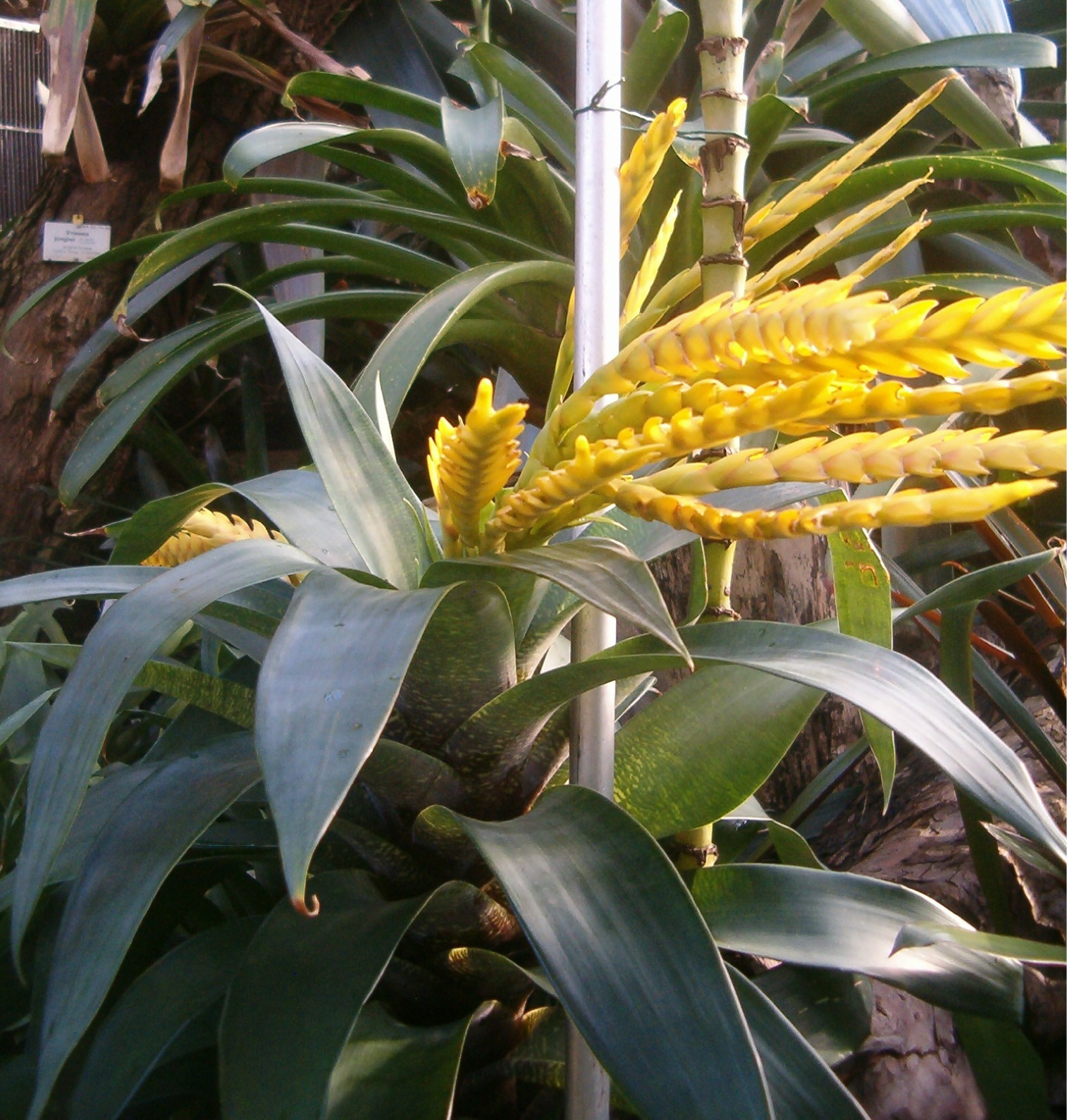